# RPK-16
RPK-16 là một phiên bản hiện đại hóa của súng máy hạng nhẹ RPK-74. Nó được thiết kế để thay thế cho dòng súng RPK-74 cũ sử dụng loại đạn 5,45x39mm. RPK-16 có thiết kế và cơ cấu hoạt động dựa trên những khẩu súng Kalashnikov truyền thống, đồng thời sở hữu một số tính năng hiện đại và tiện dụng hơn dựa trên khẩu AK-12.
RPK-16 được giới thiệu lần đầu tiên trong triễn lãm quốc phòng Army 2016 và nhận được sự quan tâm lớn của Quân đội Nga. Sau thời gian thử nghiệm và giới thiệu súng trung liên RPK-16 vào tháng 9/2016, Nga đã lựa chọn loại súng này để trang bị cho quân đội.

## Cấu tạo và thiết kế
RPK-16 sử dụng loại loại đạn súng trường cỡ nhỏ phổ biến là 5,45x39mm và trang bị một chân trống có thể tháo rời được gắn trên thanh ray Picatinny thay vì chân chống cố định như của RPK-74. Nó có cơ chế nạp đạn bằng khí nén truyền thống của dòng Kalashnikov, hệ thống nòng giảm thanh có thể tháo rời, thay ray Picatinny gắn ở trên và dưới thân để có thể lắp được nhiều loại phụ kiện khác nhau như kính ngắm quang học (kính ngắm tiêu chuẩn — 1P86-1), đèn pin, chân chống. RPK-16 cũng được trang bị tay cầm hiện đại, báng súng có thể kéo ra, gấp lại và hai loại nòng dài 550 mm (21,7 in) (khi nó được sử dụng trong vai trò súng máy hạng nhẹ) và nòng ngắn 370 mm (14,6 in) (khi nó được sử dụng trong vai trò súng trường tấn công).  Thiết kế của nó cho phép nó có thể dễ dàng thay đổi các loại nòng dài và ngắn. Nó có trọng lượng chiến đấu 6 kg (13,23 lb), chiều dài đầy đủ 1.076 mm (42,4 in), tốc độ bắn 700 viên/phút và tầm bắn hiệu quả là 800 mét và sử dụng hộp tiếp đạn hình trống chứa 96 viên đạn. Súng cũng tương thích với các hộp tiếp đạn của AK-74 và RPK-74.